# 쇼나이 지진
쇼나이 지진(일본어: 庄内地震)은 1894년 10월 22일에 일본의 야마가타현 사카타시 부근에서 발생한 지진이다. 지진 규모는 M7.0이다. 쇼나이 평야 동연 단층대에서 발생한 지진이다.
이 지진으로 히라타촌을 중심으로 쇼나이 평야에 진도7로 추정되는 지역이 분포한 것으로 보인다. 이 지진으로 사카타를 중심으로 큰 피해가 발생했다. 지진으로 대규모 화재가 발생했다. 이 지진으로 726명의 사망자가 발생했다.

## 지진
진원 깊이는 매우 얕으며 최대진도는 일본 기상청 진도 계급 기준 "열진"을 기록했다. 여진도 다수 발생했다. 진원은 현대의 야마가타현 사카타시 중심부이며 쇼나이 평야 동연 단층대에서 발생했다고 추정된다. 최대진도는 당시의 진도 계급(미진, 약진, 강진, 열진 4단계) 중 제일 높은 4단계이다.
당시 발생했던 지진은 일본이 본격적으로 지진 관측을 시작하기 이전이라 정확한 기록이 부족하여 지진 규모는 M7.3, 최대진도는 현대 진도로 판정할 경우 진도7로 추정된다고 알려져 있으나 정확한 진원의 위치는 현재까지도 알려지지 않았다. 두껍고 연약한 퇴적층 때문에 지하 단층으로 발생한 변위가 지표에 드러나지 않아 지표상에 뚜렷하게 단층이 보이지 않는 지점도 많다. 또한 지표에는 지진 단층(지표상에 드러난 단층)으로 야류사와 단층이 드러났다고 알려져 있지만 지질 구조와는 다른 방향이며 지질 조사 결과 쇼나이 지진과 아류사와 단층과의 관계는 부정되었다.

## 피해
이번 지진으로 쇼나이 평야, 특히 사카타시를 중심으로 국지적으로 집중적인 피해를 입었다. 이 때문에 본진을 사카타 지진(酒田地震)이라 부르는 경우도 있다. 또한 주택 피해가 혼조시에서부터 야마가타시까지 이어졌으며 사카타시에서는 지진으로 대화재(사카타 지진 대화재, 酒田地震大火)가 발생해 시내 총 가구 중 80%가 화재로 소실되었다.
아래는 쇼나이 지진의 피해 통계이다.
- 사망자 8,403명
- 완전 붕괴 주택 3,858채(야마가타현 내)
- 반파 주택 2,397채(야마가타현 내)
- 전소 주택 2,148채(야마가타현 내)
- 파손 주택 7,863채(야마가타현 내)

쇼나이 평야 전역에 걸쳐 지반 균열과 침하, 분수 현상 및 토양액상화 현상이 발생했다. 소데우라촌의 오아자인 구로모리(현 사카타시 구로모리)에선 사구가 폭 1정(약 110 m)에 걸쳐 깊이가 30척(약 10 m) 정도 침하했으며 소데우라촌의 오아자 하마나카(현 사카타시 하마나카)에선 높이 약 1장에 달하는 작은 언덕이 지진으로 나타났다.
쇼나이 지진으로 당시 목조 건축물이 대부분이었던 가옥이 대부분 파손되었으며 목조 건축물의 내진성에 대해 의심하는 계기가 되었다. 이를 계기로 노비지진 이후 설치된 지진예방조사회가 목조 건축물의 개량 사양서를 발표했다.

## 발생 주기
역사 사료가 부족하고 농경과 경제 활동에 따른 인위적인 토지 변형과 기상 조건에 따른 토지 교란 등 여러 이유로 지층에 흔적이 잘 남지 않는 내륙지진이라는 특성 때문에 발생 주기나 자세한 단층의 상황에 대한 자료가 부족하다. 다만 지진의 진원지로 추정되는 곳 주변에서 시행한 지질 조사 결과 약 2500년 전부터 1894년까지 최소 1차례 이상 지반 변위를 동반한 지진이 발생했음이 밝혀졌다. 역사 사료에 따르면 마지막으로 발생한 지진은 850년경이며 쇼나이 지진이 발생했다고 추정되는 쇼나이 평야 동연 단층대에서 지진 발생 주기는 대략 1천년으로 파악된다.

## 같이 보기
- 사카타 대화재
- 1964년 니가타 지진
- 1833년 쇼나이 해역 지진

## 참고 문헌
- 庄内平野東縁断層帯の活動性および活動履歴調査 「基盤的調査観測対象断層帯の追加・補完調査」成果報告書 No.H18-6
- 「震災電報」（『官報』第3398号、明治27年10月24日、p.298）
- 「震災続報」（『官報』第3399号、明治27年10月25日、p.313）
- 「震災続報」（『官報』第3400号、明治27年10月26日、p.329）
- 「震災続報」（『官報』第3401号、明治27年10月27日、p.346）
- 「地震験測」（『官報』第3402号、明治27年10月29日、p.361）
- 『震災予防調査会報告』第3号(自明治27年4月至同年12月)、文部省震災予防調査会、1913年
  - 大森房吉、「参照第9 明治27年10月22日庄内地震概報告」
  - 中村達太郎、「参照第10 庄内震災地巡回報告書」
  - 曾禰達蔵、「参照第11 山形県下震害家屋取調報告書」